# La Tuda
La Tuda  es una localidad española perteneciente al municipio de Pereruela, en la provincia de Zamora, y la comunidad autónoma de Castilla y León.
Su término pertenece a la histórica y tradicional comarca de Sayago. Junto con las localidades de Arcillo, La Cernecina, Las Enillas, Malillos, Pueblica de Campeán, San Román de los Infantes, Sobradillo de Palomares, Pereruela y Sogo, conforma el municipio de Pereruela.
Se trata de una de las más antiguas poblaciones sayaguesas, situada en la calzada romana de Zamora a Ledesma. Se han encontrado asentamientos prerrománicos y románicos en algunos parajes de su término.

## Topónimo
La RAE incluye el vocablo tuda en su 22.ª edición electrónica del diccionario de la lengua española. Lo define como un nombre de género femenino con el que en la provincia de Zamora se nombra a las cuevas hechas en la falda de un monte.

## Historia
Se han encontrado  asentamientos prerromanos en El Castro, Las Mamoas (dehesa de Amor) y Los Chozos (dehesa de Llamicas). Vasallos de Los Jerónimos de la Dehesa de Amor se establecieron en una casona, "El Convento", que ostenta un valioso arco de medio punto. Según la leyenda, la Casa de La Sierpe, próxima al Teso Grande, era morada de una serpiente que perdía su cola cuando, de noche, bebía en la fuente del pueblo.
En la Edad Media, La Tuda quedó integrado en el Reino de León, época en que habría sido repoblado por sus monarcas en el contexto de las repoblaciones llevadas a cabo en Sayago, datando su primera referencia escrita del siglo XIII.
Posteriormente, en la Edad Moderna, La Tuda estuvo integrado en el partido de Sayago de la provincia de Zamora, tal y como reflejaba en 1773 Tomás López en Mapa de la Provincia de Zamora.
Así, al reestructurarse las provincias y crearse las actuales en 1833, la localidad se mantuvo en la provincia zamorana, dentro de la Región Leonesa, integrándose en 1834 en el partido judicial de Bermillo de Sayago, dependencia que se prolongó hasta 1983, cuando fue suprimido el mismo e integrado en el partido judicial de Zamora.

## Geografía humana

### Demografía
| Gráfica de evolución demográfica de La Tuda entre 1842 y 1960 |
| |
| Población de derecho según los censos de población del INE Población de hecho según los censos de población del INEEntre el censo de 1930 y el anterior, aparece este municipio porque se segrega del municipio 49217 (Tardobispo) Entre el censo de 1857 y el anterior, este municipio desaparece porque se integra en el municipio 49217 (Tardobispo) Entre el censo de 1970 y el anterior, este municipio desaparece porque se integra en el municipio 49152 (Pereruela) |

## Patrimonio
Llama la atención su frontón, aquí llamado trinquete, de piedras regulares y el puente rústico de Prao Calles.
El vecindario, en  su mayoría, ha respetado la construcción tradicional. En general, sus casas aún presentan la estructura y elementos tradicionales de la casa sayaguesa, con sus suelos de lanchas de piedra, la prezacasa y la cocina con chimenea de campana. El recorrido por sus calles, el paseo por entre sus cortinas y arboledas permitirán al visitante llegar a olvidar el tiempo. La piedra, de gran calidad, es extraída del pago "Cabeza Grande", "Teso Blanco", "Teso Lucián" y "Peña El Toro".

## Personajes ilustres
- Herminio Ramos Pérez nació en 1925 en La Tuda. Ha sido cronista oficial de la ciudad de Zamora, creador de la feria de la cerámica y alfarería popular de la ciudad, Concejal de Cultura del Ayuntamiento de Zamora, Delegado provincial de Cultura y autor de varios libros como “Historia de Zamora”, "Cerámica popular de Zamora desaparecida", "Zamora artesana", "Incipit", "Lira rota". Ha sido profesor y ha recibido homenajes.[10]